# Santuario di San Fermo Martire
Il santuario di San Fermo Martire, situato ad Omegna, nella frazione di Crusinallo (VB), è un maestoso edificio del 1670, dedicato al martire cristiano san Fermo.
Dal punto di vista delle testimonianze storiche, siamo a conoscenza che sin dal 1500 era presente una piccola cappella dedicata ai santi Fermo e Dorotea, costruita da alcuni crusinallesi che, a causa del loro migrare per motivi di lavoro, avevano portato dalla provincia di Bergamo la devozione e il culto al santo martire. Divenne poi quel grande santuario che ora è possibile ammirare, uno dei più importanti santuari dedicati a san Fermo di tutto il Piemonte.
Al suo interno sono custodite le reliquie di San Fermo, un pregevole organo Mentasti del 1888, un maestoso altare in legno del 1700 dedicato alla Madonna degli Angeli, reliquiari e suppellettili di gran pregio. Di grande importanza le numerose grazie ricevute (ex voto), dalle più antiche del 1700 alle più recenti, testimonianze di una devozione popolare molto viva ed intensa, accanto ai segni di pietà popolare (gambe, braccia, busti in peltro o metallo).
Il santuario in questi ultimi decenni ha perso il suo grande valore, a causa dell'avvento della nuova epoca e della motorizzazione. Comunque San Fermo, invocato come protettore degli infermi e dei malati dalla popolazione locale, continua attrarre numerosi devoti da tutto il circondario, specialmente nei giorni di festa.

Le feste solenni iniziano il 2 agosto, ricorrenza della Madonna degli Angeli, giorno in cui nel santuario è possibile lucrare l'indulgenza plenaria detta "della Porziuncola" da più di duecento anni, e si protraggono fino al 9 agosto, festa liturgica del martirio di san Fermo, in cui si susseguono numerose celebrazioni in santuario. Molto suggestiva la tradizionale Messa per i Caduti di tutte le guerre, a cui partecipano i soldati, gli alpini e i partigiani viventi, che si tiene il giorno della festa con grande partecipazione di popolo.